# Février 1919

## Événements
- Guerre polono-soviétique (1919-1920). Les Polonais refusent la ligne Curzon et avancent jusqu’à Kiev (mai 1920).
- Exposition Vlaminck à Paris.

- 3 février : le Premier ministre grec Eleftherios Venizelos présente au conseil des Dix les revendications de la Grèce : la Thrace, Smyrne, Chypre et l’Épire du Nord.

- 5 février : la compagnie aérienne allemande Deutsche Luftreederei inaugure sa première ligne régulière : Berlin - Weimar, en 2 heures et 15 minutes.

- 6 février, 
  - Allemagne : la nouvelle assemblée se réunit à Weimar.
  - Luxembourg : le droit de vote est accordé aux femmes.

- 8 février :
  - première liaison régulière commerciale France-Grande-Bretagne, effectuée par un Farman Goliath, entre Toussus-le-Noble (près de Paris) et Kenley (près de Londres). Piloté par le Français Lucien Bossoutrot l'appareil transporte douze passagers. C'est la première ligne commerciale internationale régulière au monde;
  - création de la Compagnie des messageries aériennes.

- 12 février : 
  - à Daytona Beach, Ralph DePalma établit un nouveau record de vitesse terrestre : 241,20 km/h;
  - le pilote français Lucien Bossoutrot inaugure la ligne commerciale régulière entre Paris et Bruxelles. Parmi les douze passagers de ce vol inaugural, M. et mme Henri Farman. Le vol s'effectue sur un « Farman Goliath ».

- 19 février, France : attentat contre Georges Clemenceau

- 19 - 21 février[1] : premier Congrès panafricain à Paris (W.E.B. DuBois, Blaise Diagne). Il cherche à obtenir des puissances coloniales une reconnaissance des services rendus par les Africains pendant la guerre et un nouveau statut pour la race noire en Afrique.

- 20 février : le roi d'Afghanistan Habibullah Khan est assassiné. Son troisième fils, Amanullah Khan, déterminé à mettre son pays totalement à l’écart de la sphère d’influence britannique, déclare la guerre au Royaume-Uni en mai. Les Britanniques, confrontés au même moment au mouvement grandissant de libération indienne, négocient un traité de paix (août).

- 21 février, Allemagne : assassinat du dirigeant social-démocrate des Conseils de Bavière, Kurt Eisner, à Munich.

## Naissances
- 11 février : Eva Gabor, actrice américaine d'origine hongroise († 4 juillet 1995).
- 14 février : Miroslav Zikmund, voyageur et écrivain Tchèque († 1er décembre 2021).
- 20 février : Luis Bedoya Reyes, homme politique péruvien († 18 mars 2021).
- 25 février : Karl H. Pribram, professeur de psychologie et sciences cognitives américain († 19 janvier 2015).
- 26 février : Jeannette Guyot, résistante française († 10 avril 2016).

## Décès
- 16 février : Joseph Rulot, sculpteur belge (° 29 janvier 1853).
- 17 février : Wilfrid Laurier, ancien Premier ministre du Canada (º 20 novembre 1841).
- 19 février : Rodolphe Forget, homme d'affaires et politicien canadien (º 10 décembre 1861).
- 25 février : André Chantemesse, médecin et biologiste français (° 23 octobre 1851).